# Armando Meoni
Armando Meoni (Prato, 18 gennaio 1894 – Prato, 23 novembre 1984) è stato uno scrittore italiano.

## Biografia
Figlio di operai, frequentò la scuola tecnica presso il Convitto nazionale statale Francesco Cicognini di Prato, dove conobbe e strinse amicizia con Curzio Malaparte. Fu «un'amicizia ostinata, come tutte quelle tra persone così diverse, che durerà per sempre.» Le ristrettezze economiche della famiglia gli impedirono di proseguire la frequenza scolastica, così continuò la propria formazione come autodidatta, mentre si guadagnava da vivere come impiegato presso un laboratorio tessile.
Ancora minorenne, come socialista militante si occupò attivamente di politica, oltre che di letteratura, e collaborò sia a periodici di area sindacale (Il Lavoro), sia a quotidiani fiorentini (Nuovo Giornale) e a settimanali (La Lupa). 
A Firenze, tra il 1912 e il 1915, frequentò la scuola di recitazione teatrale "Tommaso Salvini". 
Nel suo ruolo di segretario del "Circolo Giovanile Socialista" di Prato, intitolato ad Andrea Costa, nel 1913 fu promotore di una serie di apprezzati spettacoli per le classi popolari, nella sede della Camera del Lavoro.
Nel 1915 sposò la pratese Aida Tasselli e l'anno successivo partì per la prima guerra mondiale. Al ritorno a Prato diresse l'ufficio esportazioni di un'azienda laniera, della quale divenne poi rappresentante in proprio. Questo suo contatto diretto, intenso e ininterrotto con la realtà dell'industria tessile pratese avrebbe avuto inevitabili ricadute sulla sua attività di narratore.
Nel 1925 riprese con una certa regolarità la sua collaborazione a quotidiani e periodici come Nuova antologia, Il Messaggero, La Nazione, Il Resto del Carlino, dove pubblicò alcuni racconti e novelle. Il suo esordio come romanziere avvenne con il primo romanzo Creare (1933), pubblicato da Mondadori. I romanzi e racconti successivi, ed anche un libro di fiabe, furono tutti pubblicati a Firenze da Vallecchi, tra il 1935 e il 1971. Il suo romanzo di maggior successo, anche a livello internazionale, è La ragazza di fabbrica (1951). In questo come in altri romanzi, da Povere donne a La cupidigia, la città di Prato è molto più che uno sfondo scenico: «Ma la Prato che farà da tema ricorrente e spesso sottinteso della sua arte è soprattutto quella, umile ed epica, della lavorazione dei cenci.»
Malgrado il carattere schivo e intransigente, il suo impegno politico lo indusse a ricoprire a lungo incarichi amministrativi a livello comunale e provinciale. Il 23 novembre del 1984 morì nella sua Prato, della quale tra l'altro aveva scritto: «La città è come una donna, tanto per chi vi nasce che per chi se n'è fatto adottare: conquista solo se è conquistata. Una conquista, che richiede prima di tutto amore; senza di che la città resta impenetrabile.» Una città da lui non solo amata, ma anche profondamente capita.
Un suo ritratto in gesso policromo, realizzato nel 1927 dal giovane Oscar Gallo, è conservato nella galleria dei ritratti nel  Municipio di Prato..

## Poetica
Con particolare evidenza nel primo periodo - da Creare (1933) a L'ombra dei vivi (1949) - la narrativa di Meoni si riallaccia al realismo d'impronta toscana: rappresentazione chiara e oggettiva della realtà, forte caratterizzazione dei personaggi, scrittura netta e insaporita da qualche concessione al vernacolo. Già in questa fase si vanno delineando alcune tematiche di fondo, come il diritto alla vita, la colpa e il riscatto, e così via.
Con i più maturi esiti narrativi, ormai riconosciuti e particolarmente riconoscibili nel romanzo La ragazza di fabbrica (1951), all'approfondimento dei temi si accompagna una evidente maturazione stilistica. Questo processo di penetrazione della ricerca e di affinamento della scrittura trova riscontro anche nei successivi rifacimenti di alcune sue opere e nel confronto tra le due stesure. Così, ad esempio, il romanzo Richiami (1937) non è altro che la prima redazione de La ragazza di fabbrica, mentre Il dono segreto (1946) è una nuova e rielaborata edizione de La Cintola (1935).
Il giudizio complessivo dei critici oscilla tra le riserve di chi evidenzia alcuni limiti di questo scrittore, «qualche forzatura retorica, un populismo pur appassionato e sincero» e, per contro, il credito di chi ne loda la continuità e la profondità, delineando un'immagine di questo scrittore «inconfondibile, destinata a crescere nella coscienza e nel gusto dei lettori del nostro tempo.»

## Opere
- Creare, Milano, Mondadori, 1933.
- La Cintola, Firenze, Vallecchi, 1935.
- Richiami, Firenze, Vallecchi, 1937.
- Povere donne, Firenze, Vallecchi, 1942.
- Il dono segreto, Firenze, Vallecchi, 1946.
- L'ombra dei vivi, Firenze, Vallecchi, 1949.
- La ragazza di fabbrica, Firenze, Vallecchi, 1951.
- Assedio a Firenze, Firenze, Vallecchi, 1956.
- Età proibita, Firenze, Vallecchi, 1958.
- La cupidigia, Firenze, Vallecchi, 1968.
- Prato, ieri, Firenze, Vallecchi, 1971.
- Le virtù immaginarie, Firenze, Vallecchi, 1971.